# Annales placentini guelfi
Annales placentini guelfi (slovensko Gvelfski letopisi Piacenze) so latinska kronika Piacenze in Lombardije za leta 1031–1235, ki jo je napisal Giovanni Codagnello.
Izvirni rokopis Letopisov hrani Francoska narodna knjižnica v Parizu (Anale lat. 4931, listi 70c–105c). Naslov dela je sodobni dogovor. Alphonse Huillard-Bréholles je besedilo za svojo izdajo naslovil Chronicon Placentinum (Kronika Piacenze) medtem ko ga je Georg Pertz za svojo izdajo naslovil Annales placentini guelfi, da bi se razlikovalo od Annales placentini gibellini (Gibelinski letopisi Piacenze). Letopisi so obsežna pripovedna zgodovina, zato bi bilo zanje bolj pravilno ime kronika.
Prvi zapis, smrt škofa Siegfrieda, je pomotoma datiran v leto 1012, ker je v resnici umrl leta 1031. Letopisi so vsekakor napisani z gvelfskega (propapeškega) zornega kota, značilnega za Piacenzo. Gvelfi so nasprotovali prizadevanjem cesarjev Svetega rimskega cesarstva, da bi povečali svojo moč v Kraljevini Italiji. Podpirali so Lombardsko zvezo in papeštvo proti cesarjem. Znano je, da se je Codagnello leta 1226 zavzemal za obnovitev Lombardske zveze.

## Objave
- Huillard-Bréholles, A., ur. (1856). »Chronicon Placentinum«. Chronicon de rebus in Italia gestis. Pariz. str. 1–106.
- Pallastrelli, B., ur. (1859). Monumenta historica ad provincias Parmensem et Placentinam pertinentia. Zv. 11. Parma. str. 1–108.
- Pertz, G. H., ur. (1863). »Annales Placentini Guelfi«. Monumenta Germaniae Historica, Scriptores. Zv. 18. Hanover. str. 411–457.
- Holder-Egger, O., ur. (1901). Scriptores rerum Germanicarum in usum scholarum. Monumenta Germaniae Historica. Zv. 13. Hanover. str. 3–116.